# 마쥔웨이
마쥔웨이(馬浚偉, 마준위, 본명(本名)은 마즈웨이(馬志偉, 마지위), 영문명(英文名)은 Steven Ma, Stephen Ma, 1971년 10월 26일 ~ )는 중화인민공화국 홍콩 특별행정구의 가수, 영화배우, 텔레비전 연기자이다.

## 생애
홍콩에서 출생하였으며 지난날 한때 중화인민공화국 광둥성 차오저우에서 잠시 유아기를 보낸 적이 있는 그는 1993년 가수 첫 데뷔를 하였으며 이어 같은 해 텔레비전 드라마에서 연기자로 데뷔하였고 1996년 영화 《천애해각(天涯海角)》으로 영화배우 데뷔하였다.

## 같이 보기
- 덩젠훙